# Luis Díaz (pilote automobile)
Pour les articles homonymes, voir Luis Díaz et Díaz.
Luis Díaz, né le 1er décembre 1977 à Mexico, est un pilote automobile mexicain engagé en American Le Mans Series et en Rolex Sports Car Series.

## Palmarès
- Champion de Formula Mexico en 1998[1]
- 2e en Rolex Sports Car Series en 2005 et 2006 avec Scott Pruett
- Champion de American Le Mans Series dans la catégorie LMP2 en 2009 avec Adrián Fernández